# Tonight's Music
Tonight's Music è un singolo del gruppo musicale svedese Katatonia, pubblicato nel 2001 come unico estratto dal quinto album in studio Last Fair Deal Gone Down.

## Tracce
1. Tonight's Music – 4:20 (testo: Jonas Renkse – musica: Anders Nyström)
2. Help Me Disappear – 5:13 (testo: Jonas Renkse – musica: Anders Nyström)
3. O How I Enjoy the Light – 2:44 (Will Oldham)

## Formazione
- Jonas Renkse – voce, cori
- Anders Nyström – chitarra ritmica e solista, tastiera
- Fredrik Norrman – chitarra ritmica e solista
- Daniel Liljekvist – batteria
- Mattias Norrman – basso